# Бирзава (комуна)
Бирзава (рум. Bârzava) — комуна у повіті Арад в Румунії. До складу комуни входять такі села (дані про населення за 2002 рік):
- Бетуца (96 осіб)
- Бирзава (974 особи) — адміністративний центр комуни
- Грошій-Ной (301 особа)
- Думбревіца (349 осіб)
- Кепруца (314 осіб)
- Лалашинц (428 осіб)
- Монороштія (334 особи)
- Слатіна-де-Муреш (223 особи)

Комуна розташована на відстані 370 км на північний захід від Бухареста, 52 км на схід від Арада, 143 км на південний захід від Клуж-Напоки, 70 км на північний схід від Тімішоари.

## Населення
За даними перепису населення 2002 року у комуні проживали 3019 осіб.
Національний склад населення комуни:
| Національність   | Кількість осіб | Відсоток |
| ---------------- | -------------- | -------- |
| румуни           | 2959           | 98,0%    |
| цигани           | 30             | 1,0%     |
| угорці           | 12             | 0,4%     |
| українці         | 8              | 0,3%     |
| німці            | 5              | 0,2%     |
| росіяни-липовани | 2              | 0,1%     |
| словаки          | 2              | 0,1%     |
| італійці         | 1              | < 0,1%   |

Рідною мовою назвали:
| Мова       | Кількість осіб | Відсоток |
| ---------- | -------------- | -------- |
| румунська  | 3002           | 99,4%    |
| українська | 8              | 0,3%     |
| угорська   | 4              | 0,1%     |
| німецька   | 2              | 0,1%     |
| словацька  | 2              | 0,1%     |
| італійська | 1              | < 0,1%   |

Склад населення комуни за віросповіданням:
| Релігія            | Кількість осіб | Відсоток |
| ------------------ | -------------- | -------- |
| православні        | 2594           | 85,9%    |
| п'ятдесятники      | 207            | 6,9%     |
| греко-католики     | 112            | 3,7%     |
| баптисти           | 57             | 1,9%     |
| римо-католики      | 11             | 0,4%     |
| адвентисти         | 8              | 0,3%     |
| реформати          | 2              | 0,1%     |
| унітарії           | 1              | < 0,1%   |
| не вказали релігію | 1              | < 0,1%   |